# Gabriel Andrade
Gabriel Andrade (* 31. Dezember 1981 in Rio de Janeiro) ist ein deutscher Schauspieler brasilianischer Herkunft.

## Leben
Einem breiten Publikum wurde er bekannt durch die Rolle des Dino Maldini in der ARD-Vorabendserie Marienhof, die er vom 1. September 2000 bis 16. April 2004 verkörperte.
Vor seinem Fernseh-Debüt absolvierte er eine Ausbildung an der Militärakademie in Rio. Während seines Engagements bei der Marienhof-Produktion wirkte er außerdem im Kinofilm Besser als Schule mit, in dem er die Rolle des Gonzo Venturino übernahm. 2009 war er in der 20-minütigen brasilianischen Dokumentation Olhos de Ressaca zu sehen.
Andrade hat ein gemeinsames Kind mit der deutschen Schauspielerin Anna Frenzel-Röhl.

## Filmografie

### Kino
- 2004: Besser als Schule (als Gonzo Venturino)

### Fernsehen
- 2000–2004: Marienhof (als Dino Maldini #1)